# Байрон (Мічиган)
Байрон (англ. Byron) — селище (англ. village) в США, в окрузі Шаявассі штату Мічиган. Населення — 545 осіб (2020).

## Географія
Байрон розташований за координатами 42°49′36″ пн. ш. 83°57′3″ зх. д. / 42.82667° пн. ш. 83.95083° зх. д. (42.826573, -83.950784).  За даними Бюро перепису населення США в 2010 році селище мало площу 1,95 км², з яких 1,81 км² — суходіл та 0,14 км² — водойми.

## Демографія
Згідно з переписом 2010 року, у селищі мешкала 581 особа в 208 домогосподарствах у складі 161 родини. Густота населення становила 297 осіб/км².  Було 238 помешкань (122/км²).
Расовий склад населення:
| - 95,7 % — білих - 1,5 % — корінних американців - 1,0 % — чорних або афроамериканців - 0,2 % — азіатів |

До двох чи більше рас належало 1,4 %. Частка іспаномовних становила 2,1 % від усіх жителів.
За віковим діапазоном населення розподілялося таким чином: 33,9 % — особи молодші 18 років, 57,8 % — особи у віці 18—64 років, 8,3 % — особи у віці 65 років та старші. Медіана віку мешканця становила 33,0 року. На 100 осіб жіночої статі у селищі припадало 94,3 чоловіків;  на 100 жінок у віці від 18 років та старших — 87,3 чоловіків також старших 18 років.
Середній дохід на одне домашнє господарство  становив 55 481 долар США (медіана — 49 375), а середній дохід на одну сім'ю — 60 795 доларів (медіана — 51 667). Медіана доходів становила 45 313 долари для чоловіків та 38 750 доларів для жінок. За межею бідності перебувало 15,0 % осіб, у тому числі 29,6 % дітей у віці до 18 років та 0,0 % осіб у віці 65 років та старших.
Цивільне працевлаштоване населення становило 251 осіб. Основні галузі зайнятості: роздрібна торгівля — 26,7 %, освіта, охорона здоров'я та соціальна допомога — 19,9 %, виробництво — 11,6 %, будівництво — 10,0 %.